# Futbolniy Klub Druzhba
O Futbolniy Klub Druzhba (em russo: футбольный клуб "Дружба» Майкоп", transliterado para Futbol'niy klub "Druzhba Maykop") é um clube de futebol russo, sediado em Maikop, na Adigueia. Atualmente disputa a terceira divisão do Campeonato Russo.

## História
O clube foi fundado em 1963, como Urozhai Maykop, adotando o nome atual em 1968. Em sua história, jogou apenas nas divisões de acesso dos campeonatos soviético e russo, chegando a disputar a segunda divisão nacional em 1998. A equipe B também chegou a disputar a quarta divisão russa entre 1995 e 1996
.
Na Copa da Rússia, surpreendeu ao chegar nas semifinais da edição de 1992–93, caindo para o Torpedo Moscou, que viria a ser o campeão do torneio.
Manda seus jogos no Stadion Yunost, com capacidade para 16 mil lugares. As cores do clube são amarelo e verde.

### Nomes do clube
- 1963–1968: FC Urozhai Maykop
- 1968–até hoje: FC Druzhba Maykop